# کریستوفر بختمن
کریستوفر بختمن (انگلیسی: Christopher Buchtmann؛ زادهٔ ۲۵ آوریل ۱۹۹۲) بازیکن فوتبال اهل آلمان است.
از باشگاه‌هایی که در آن بازی کرده‌است می‌توان به باشگاه فوتبال فولام، باشگاه فوتبال لیورپول، باشگاه فوتبال کلن، باشگاه فوتبال سن پائولی، و باشگاه فوتبال سن پائولی، اشاره کرد.
وی همچنین در تیم‌های ملی فوتبال زیر ۱۵، ۱۶، ۱۷، ۱۸ و ۱۹ سال آلمان بازی کرده‌است.